# Пустош-Адамовка
Пу́стош-Ада́мовка (рос. Пустошь-Адамовка) — хутір у складі Переволоцького району Оренбурзької області, Росія.

## Населення
Населення — 94 особи (2010; 76 у 2002).
Національний склад (станом на 2002 рік):
- росіяни — 49 %